# Night Versions
Night Versions — друга збірка англійської групи Duran Duran, яка була випущена 31 березня 1998 року.

## Композиції
1. Planet Earth – 6:16
2. Girls on Film – 5:27
3. My Own Way – 6:34
4. Hungry Like the Wolf – 5:14
5. Rio – 6:42
6. New Religion – 5:14
7. Hold Back the Rain – 7:00
8. Is There Something I Should Know? – 6:40
9. Union of the Snake – 6:23
10. The Reflex – 6:34
11. The Wild Boys – 8:00

## Учасники запису
- Саймон Ле Бон — вокал
- Нік Роудс — клавішні
- Джон Тейлор — бас-гітара
- Роджер Тейлор — ударні
- Енді Тейлор — гітара